# Joke Geldorp-Pantekoek
C.J. (Joke) Geldorp-Pantekoek (11 oktober 1944) is een Nederlands politicus van de VVD.
Ze is afgestudeerd in de rechten en was vanaf 1982 gemeenteraadslid in Meppel waar ze ook wethouder is geweest. Begin 1999 werd Geldorp-Pantekoek burgemeester van Texel wat ze tot haar pensionering in oktober 2009 bleef.